# Agustín Gaínza
Agustín „Piru“ Gaínza Vicandi (* 28. Mai 1922 in Basauri, Biscaya; † 6. Januar 1995 ebenda) war ein spanisch-baskischer Fußballspieler. Auf Vereinsebene konnte er mit Athletic Bilbao große Erfolge feiern. Mit Spanien nahm er an der Fußball-Weltmeisterschaft 1950 teil.
Gaínza war einer der erfolgreichsten Stürmer in der Geschichte von Athletic Bilbao, des Clubs, für den er ausschließlich aktiv war. Von 1940 bis 1959 spielte er 381-mal in der Primera División und erzielte dabei 120 Tore. Lange Zeit war er Kapitän und Star der Mannschaft. Insgesamt stand er mit Bilbao neunmal im Finale des spanischen Pokals, damals Copa del Generalissimo genannt, den er letztlich siebenmal und damit öfter als jeder andere Spieler in der Geschichte des Wettbewerbs gewinnen konnte (1943, 1944, 1945, 1950, 1955, 1956 und 1958). In den Jahren 1943 und 1956 gewann er außerdem die spanische Meisterschaft.
Für die spanische Fußballnationalmannschaft absolvierte er zwischen 1945 und 1955 33 Partien und traf zehnmal. Bei der Fußball-Weltmeisterschaft 1950 in Brasilien führte er die Mannschaft als Kapitän auf den 4. Platz.
Nach seiner aktiven Karriere war er von 1965 bis 1969 Trainer von Athletic Bilbao.

## Erfolge
- Spanischer Meister: 1943, 1956
- Spanischer Pokalsieger: 1943, 1944, 1945, 1950, 1955, 1956, 1958